# Hypsiboas leucocheilus
Hypsiboas leucocheilus är en groddjursart som först beskrevs av Ulisses Caramaschi och Niemeyer 2003.  Hypsiboas leucocheilus ingår i släktet Hypsiboas och familjen lövgrodor. IUCN kategoriserar arten globalt som otillräckligt studerad. Inga underarter finns listade i Catalogue of Life.